# Битва при Хельмовой Пади
Битва при Хельмовой Пади, также называемая Битвой при Хорнбурге, — крупное сражение в романе жанра фэнтези «Властелин колец» писателя Дж. Р. Р. Толкина, в которой силы волшебника Сарумана были полностью уничтожены армией Рохана при поддержке древовидных Хуорнов.

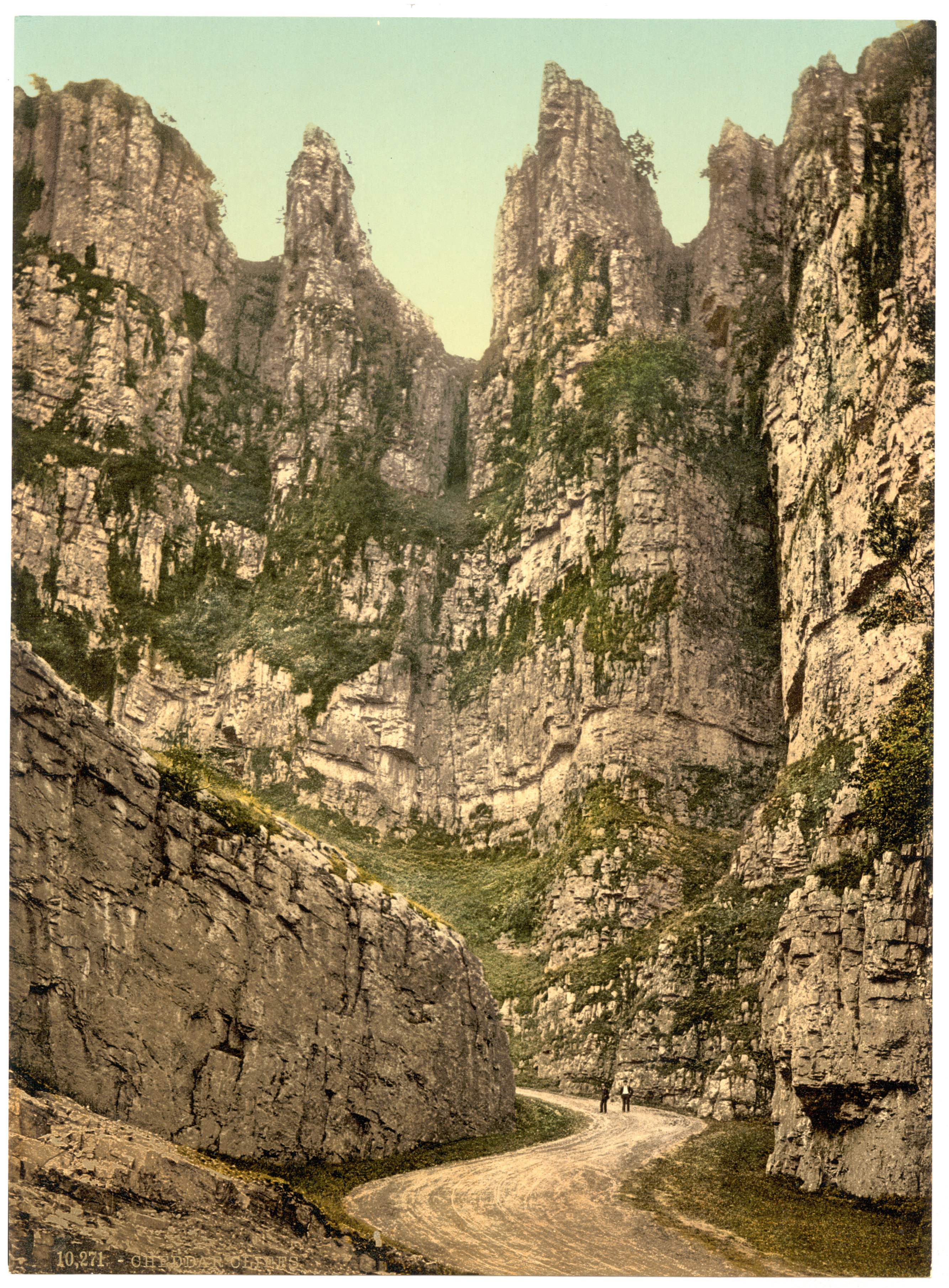
Представление Хельмовой Пади основано на ущелье Чеддер, известняковой долине с крутыми склонами на западе Англии. Фотохром ущелья сделан в 1890-х годах.

Хельмова Падь — долина на северо-западе Белых гор Средиземья. По сюжету книги, спасаясь от нападения сил Сарумана, в крепость Хорнбург в Хельмовой Пади уходят части армии Рохана (рохиррим) под предводительством короля Теодена. Теоден уводит туда людей, потому что «Хорнбург никогда не был захвачен», но в битве при осаде крепости огромная армия урук-хаев и дунландцев, посланная Саруманом, едва не сокрушает оборону крепости. Орки Сарумана прорывают крепостную стену, блокирующую долину, устроив взрыв в водопропускной трубе (Арагорн называет это взрывное устройство «чертовством Сарумана» и «огнём Ортханка», а литературный критик Том Шиппи называет вещество для взрыва «своего рода порохом»). Защитники держались в крепости до рассвета, после которого Теоден и Арагорн возглавили отчаянную кавалерийскую атаку, которой и вытеснили орков из крепости. Выйдя из крепости, Теоден и Арагорн были поражены тем, что долина в тылу врага заблокирована лесом древовидных хуорнов, пришедших ночью из Фангорна. А на склоне долины находится помощь, собранная Гэндальфом и Эркенбрандом, одним из военачальников рохиррим. Рохиррим Эркенбранда атакой загоняют орков в лес разъярённых хуорнов, в котором они все и погибают. Впоследствии хуорны хоронят тела убитых ими орков в земляном холме, известном как «Глухая смерть».
Фильм Питера Джексона 2002 года «Две крепости» представляет битву весьма драматичной, довольно точно следуя первоисточнику, но с изменениями в задействованных силах: защитники включают группу воинов-эльфов, посланных Элрондом (в ранних сценариях фильма  Арвен возглавляла эту группу воинов как часть любовного сюжета с Арагорном, но этот сюжетный поворот не зарекомендовал себя в первых прогонах фильма на тестовых группах), в число нападающих не входят люди и варги, и в оригинальной версии для кинотеатров также не было хуорнов; однако хуорны были включены в дополнительных сценах в Расширенное издание трилогии, позже выпущенное на DVD.

## География

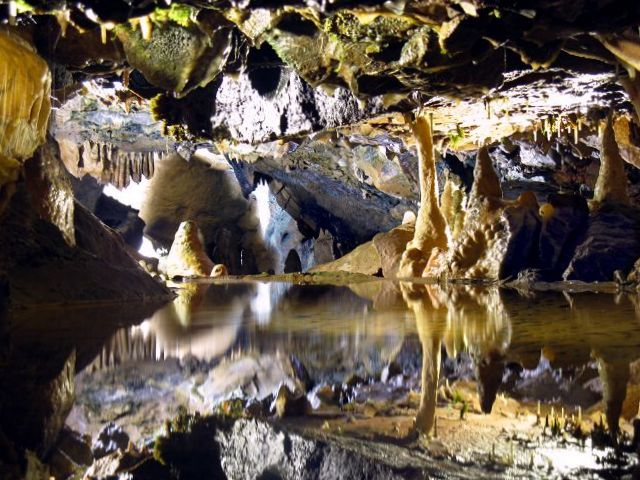
Пещеры в ущелье Чеддер вдохновили Толкина на создание Сверкающих пещер Агларонда в начале ущелья Хельмовой Пади.

Эскизная карта Рохана, Гондора и Мордора в Третью Эпоху. Хельмова Падь находится вверху слева, к северу от гор Эред Нимрайс. Изенгард, крепость Сарумана, находится за Ущельем Рохана на юге Туманных гор, как и лес Фангорн, дом энтов и хуорнов.

Прототипом Хельмовой Пади было ущелье Чеддер, известняковое ущелье глубиной 120 метров (400 футов) глубоко в холмах Мендип, с большим пещерным комплексом, который Толкин посетил во время своего медового месяца в 1916 году, и повторно посетил в 1940 году, а пещеры в ущелье Чеддер стали прототипом Сверкающих пещер Агларонда в начале Хельмовой Пади, за крепостью.
Хельмова падь — это узкое ущелье или овраг в начале более крупной долины в низине (впадины), но это название также используется для обозначения укреплений в начале ущелья и более крупной долины ниже. Ущелье уходит глубоко в Белые Горы у подножия горы Трихирн, и ведёт в Сверкающие Пещеры Агларонда, обширную серию различных натёчных образований.
Устье ущелья, Хельмовые ворота, закрыто крепостью Хорнбург с исходящей из неё зубчатой стеной около 6 метров высотой (20 футов) и достаточно широкой, чтобы четыре человека могли стоять в ряд. Через эту стену также проходит водопропускная труба Глубинного ручья, протекавшего по долине. На одном конце стены, на отроге горы находится крепость Хорнбург; длинная лестница ведёт к его задним воротам, а длинная дамба ведёт вниз от его главных ворот. Примерно в двух фарлонгах (400 метрах) вниз от ворот находилась внешняя траншея и вал — Хельмова дамба, построенная прямо через Глубокую долину. Толкин нарисовал подробные эскизы укреплений.
Долина была названа в честь короля Рохана Хельма Молоторукого, который укрывался в крепости Хорнбург при вторжении дунландцев под предводительством Вульфа зимой 2758–2759 г. III э..

## Описание битвы

### Предпосылки к битве
Волшебник Гэндальф освободил Теодена от влияния Гримы Гнилоуста, его злобного советника и шпиона Сарумана. Затем Гэндальф отправился к Изенским бродам, где военачальник Теодена — Эркенбранд сражался с войсками Сарумана. Однако Теоден узнал, что силы Эркенбранда были разбиты. Гэндальф посоветовал Теодену укрыться в крепости Хорнбург в Хельмовой Пади. После чего Гэндальф покинул Теодена под предлогом некоего дела. Армия Теодена направилась в район, где местными жителями командовал капитан по имени Гамлинг Старый. Среди людей под его началом было слишком много молодых и старых мужчин, которые были малопригодны для сражения. Безопасность женщин и детей Эдораса, столицы Теодена, обеспечила племянница короля Эовин, ответдя их в Дунхарроу.
Всего же гарнизон Хельмовой Пади насчитывал около 1000 человек, но к моменту битвы из Рохана прибыло еще около 1000 защитников. Враг, армия Сарумана, состояла по крайней мере из 10 000 орков и людей, большинство из которых шли из Изенгарда в Хельмову Падь, а часть направилась к Изенским бродам. К силам Сарумана ещё присоединился отряд людей Дунланда.

### Битва
Силы Сарумана, состоявшие из обычных орков, выведенных им больших урук-хаев, «полуорков и людей-гоблинов» и дунландцев (людей Дунланда), прибыли в Хельмову Падь ночью, когда шёл сильный дождь. Они начали штурмовать первую линию обороны, Хельмову дамбу, и заставили защитников отступить к крепости. Они попытались пробить ворота тараном, но вылазка во главе с Арагорном и Эомером ненадолго отбросила нападавших.
Орки и дунландцы использовали лестницы, чтобы взобраться на стену, но их остановили люди Рохана. В итоге орки пробрались в водопропускную трубу Глубинного ручья и проделали брешь в стене, используя «взрывной огонь» из Ортханка, возможно, «своего рода порох» и армия Сарумана смогла ворваться внутрь через эту брешь. Часть защитников отступили в Сверкающие Пещеры Агларонда, а часть отступила в Хорнбург.
Войска Сарумана начали штурмовать непосредственно ворота Хорнбурга и прорвались в Хорнбург незадолго до рассвета. В этот момент прозвучал рог Хелма и Теоден с Арагорном возглавили прорыв оставшихся рохиррим, оставшихся внутри крепости. Они пробились сквозь осаждавших их воинов Сарумана и отбросили их от крепостных стен к Хельмовой дамбе.
К этому моменту рассвело и обе армии увидели, что лес разгневанных древовидных хуорнов спустился из прилегающих лесов в долину, тем самым обусловив окружение армии Сарумана — с другой стороны появился Гэндальф с Эркенбрандом и тысячей пехотинцев, пришедших с Бродов Айзена. Войско Эркенбранда атаковало остатки войск Сарумана, в результате дунландцы бросили свое оружие, а орки бежали в лес и были уничтожены хуорнами.

### Последствия битвы
После битвы Эркенбранд амнистировал дунландцев и позволил им вернуться домой — к их большому удивлению, поскольку Саруман сказал им, что люди Рохана сожгут всех выживших заживо. Рохиррим требовали, чтобы дунландцы прекратили все боевые действия, ушли за реку Изен и никогда не пересекали бы реку с оружием в руках. Однако прежде чем они были освобождены, пленных дунландцев заставили отремонтировать крепость.
Тех орков, что сбежали в лес, больше никогда не видели — хуорны сложили их тела в земляном кургане, известном как «Падение смерти».
Среди погибших рохиррим был Хама, капитан личной охраны Теодена, стоявший у дверей его зала. Орки изрезали его труп, то зверство, о котором Теоден вспоминал во время своих последующих разговоров с Саруманом. Гимли был ранен, но убил 42 орка против 41 убийства у Леголаса.

### Падь в произведениях Толкиена
В Книге III, гл. 5 «Двух башен» Хелм, чьим именем будет названа Падь, описывается только как «герой старых войн», Толкин не описывал его королем в этой главе.
После публикации «Властелина колец» Толкин написал об истории Рохана в сочинениях, ныне собранных его сыном Кристофером в «Неоконченных преданиях Нуменора и Средиземья». В них говорится, что крепости Агларонд и Ангреност (затем переименованная рохиррим в Хорнбург и Изенгард соответственно) были построены Гондором для охраны склонов Ущелья Рохана. Как и Ангреност на севере, Агларонд на юге изначально хорошо охранялся, но по мере того, как население Каленардона сокращалось, Агларонд подзабросили оставив там только небольшой гарнизон стражи, который породнился с дунландцами. Когда Кирион, Наместник Гондора, отдал провинцию Гондора Каленардон Эотеоду, Агларонд был передан в ведение рохиррим, которые назвали его Сутбург («Южная крепость» на староанглийском языке — иначе Хорнбург). Гондорская гвардия была объединена с гвардией Изенгарда. Охрана Фордов первоначально была разделена между Гондором и Роханом, но позже обеспечивалась только силам рохиррим.
После войны кольца Гимли, с группой гномов из Эребора, основал в пещерах Хельмовой Пади поселение и начал разработку пещер. А  во 2-м году 4-й Эпохи короновал себя королём Агларонда. По соглашению с королем Рохана и маршалом Вестфолда, Агларонд включал в себя пещеры и Хельмову Падь вплоть до стен Хорнбурга. Так как массив горы Трихим никак не использовался Роханом, гномы исследовали его и обратили в свою собственность в 17-м году 4-й Эпохи. В 20-м году через гору был пробит туннель с южной стороны. Благодаря своему искусству дипломата и переговорщика королю Гимли удалось купить у Рохана западные склоны Белых гор и долину между горой Трихим и истоками реки Адорн в 40-м году

## Создание описания битвы и прототипы
Толкин в своих письмах отмечал, что он создал ходячих древесных существ отчасти в ответ на «горькое разочарование школьных дней из-за жалкого использования в шекспировском „Макбете“ марша „Большого Бирнамского леса к высокому холму Дунсинан“: я стремился создать обстановку, в которой деревья действительно могли бы вести войну». Исследователь Толкина, Том Шиппи, называет «шоком» то, что исход битвы определяется таким образом — что исход его решается не людьми, а хуорнами.

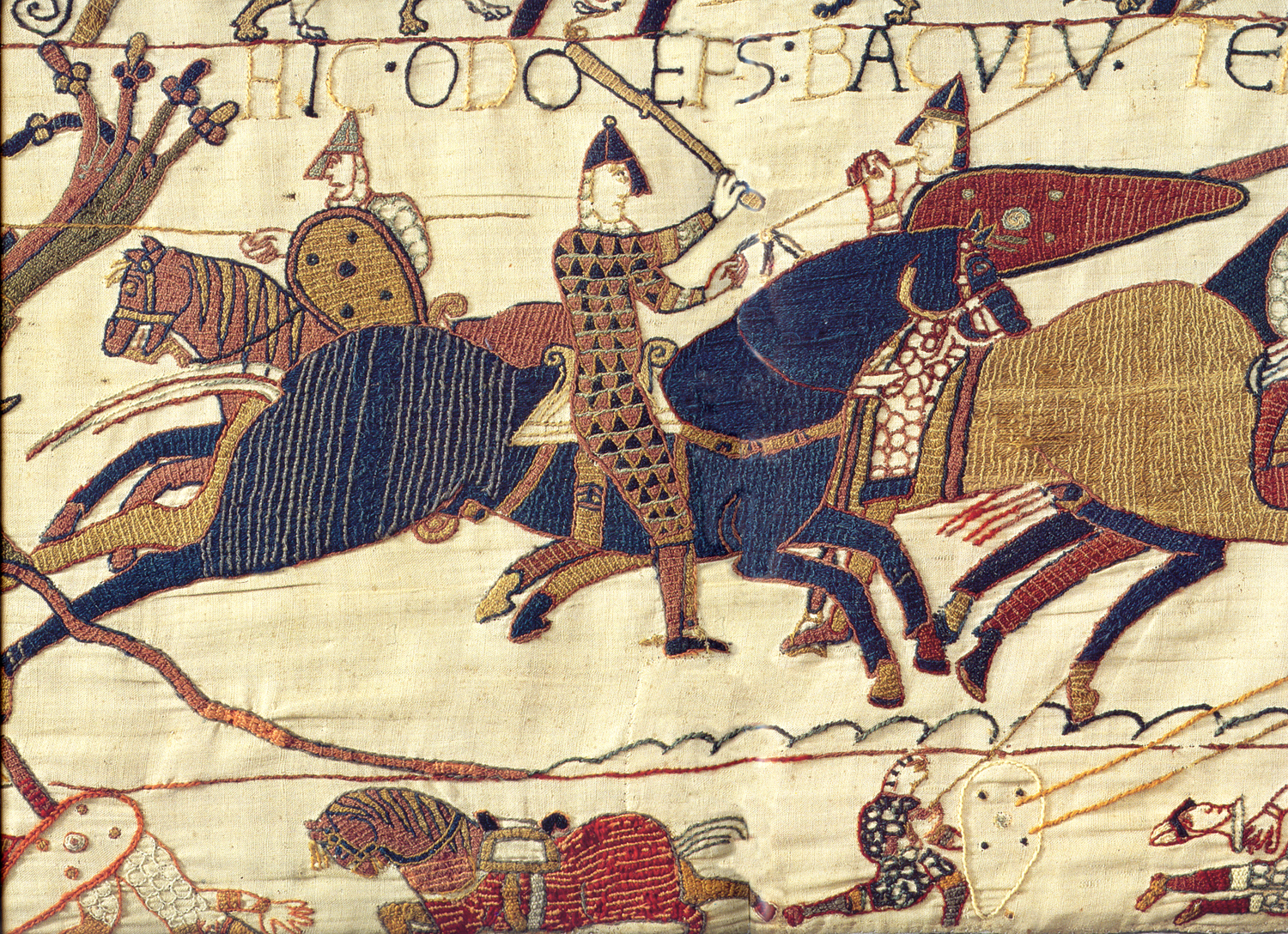
По словам Толкина, изображения воинов на гобелене из Байё (деталь гобелена на изображении) «достаточно хорошо демонстрируют» рохиррим

Прототипом Роханцев стали воины нормандского завоевания Англии. В письме 1958 года к Роне Беаре Толкин писал, что рохиррим «не были „средневековыми“ в нашем понимании», но все же «стили гобеленов из Байе описывают их вид достаточно хорошо», объясняя это тем, что солдаты на гобелене носят кольчуги.
В своем первом наброске решающей битвы между Роханом и войсками Сарумана Толкин не представлял Хельмову Падь как место развития событий. В наброске, опубликованном в «Предательстве Изенгарда» как «История, предсказанная Фангорном», рохиррим двинулись на запад по настоянию Гэндальфа, как и в опубликованном впоследствии тексте книги, но встретили армию Сарумана на открытой равнине, а не в крепости. Завязалась малоинтенсивная битва, после которой рохиррим разбили лагерь на ночь в чистом поле, а проснувшись, увидели, что противник окружен и уничтожен появившимся за ночь лесом.
Писатель Витенброк отмечает, что эта битва представлена не просто как один из необходимых элементов романтической истории — противостояние героя и его врага, а как часть апокалиптической битвы: момент выбора людьми стороны добра и зла, и в этой битве люди Дунланда выбирают сторону Сарумана (зла). Эта битва — это проявление борьбы космического масштаба, имеющей последствия для всего мира Средиземья.
Майкл Ливингстон не нашёл какого-либо прототипа в нашей истории для данной битвы, хотя и отмечал, что несмотря на явное дистанцирование Толкиеном от реальной истории, легенды Средиземья связаны с реальными легендами Англии, языки представленные в книге — связаны или основываются на реальных языках Англии, а описанные в произведении люди — с реальными людьми Англии. То есть какое-то событие, аналогичное штурму Хорнбурга могло произойти в истории, и, возможно, что-то подобное и произошло.

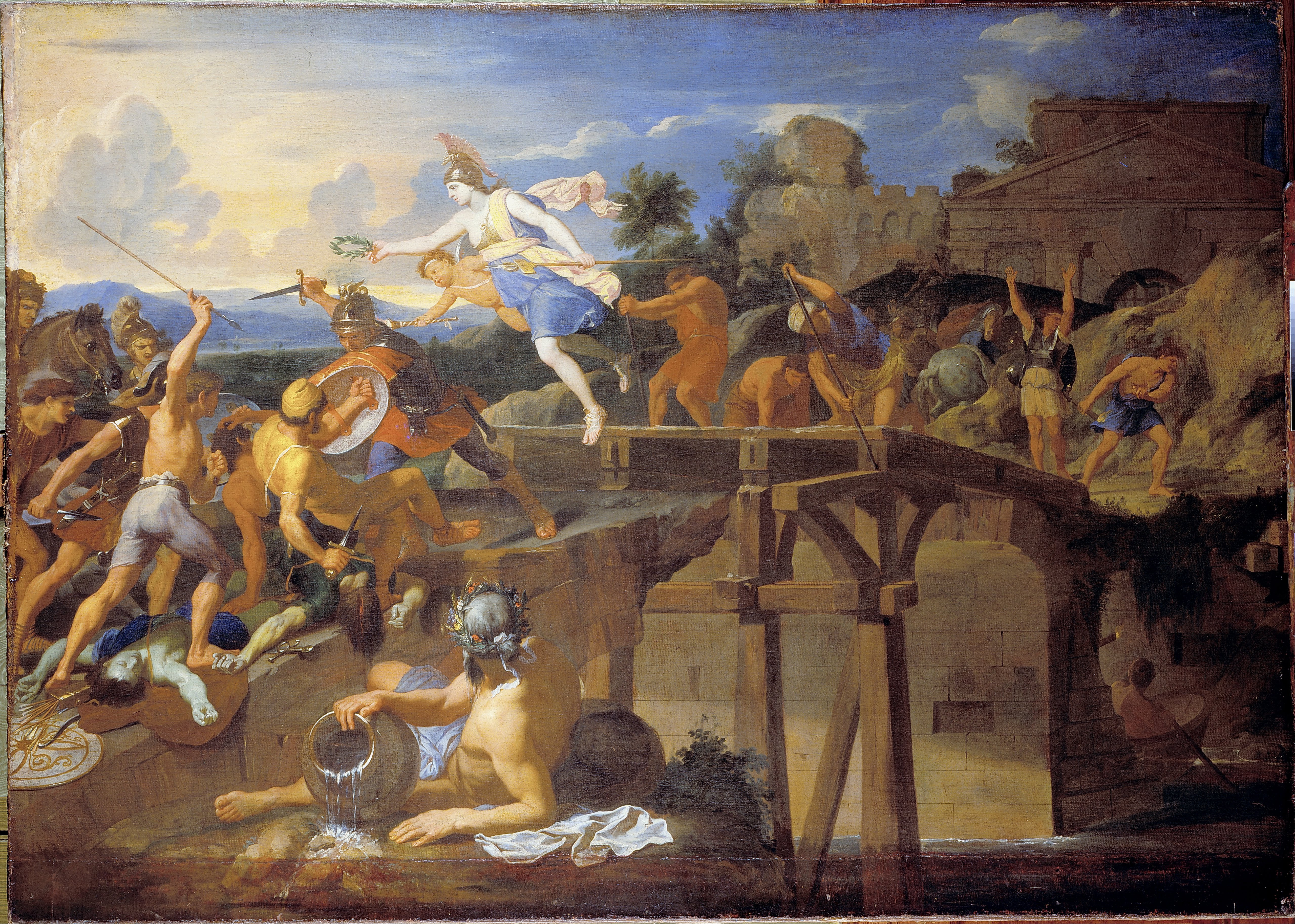
Гораций сражается на Свайном мосту, картина Шарля Лебрена — возможный прототип героя для описания битвы при Хельмовой Пади

Чарльз В. Оутон находит в описании битвы при Хорнбурге схожесть с описанием битвы Горация Коклеса, который защитил римский Свайный мост во время войны с царём этрусков Порсеной, как её описывал историк Тит Ливий. В этом описании есть и описание оборонительных сооружений и моста, и броска на врага, вдохновлённого Горацием, его мужественное противостояние врагу как с товарищами, так и в одиночку, а также описание почестей, оказанных ему после битвы. Битва в Хельмовой Пади Толкина содержит такие же элементы повествования, разделённые на две части: сначала защита дамбы, ведущей к вратам Пади, Арагорном, Эомером и Гимли, а затем, после падения стены Пади, героическая оборона Арагорном в одиночестве лестницы, ведущей к внутреннему входу в Хорнбург. Такое поведение Арагорна чётко повторяет сюжетной линии из описания Ливия. То, что Толкиен был знаком со стихотворением «Гораций» из книги «Песни Древнего Рима» (Lays of Ancient Rome, 1842) Т. Б. Маколея, описывающий этот подвиг на английском, указывает, откуда он мог взять дополнительные детали к описанию битвы у Хельмовой Пади. Однако, сама основная структура повествования, сюжетная линия описания битвы Толкиненом, а также образы, которые он использует в тексте повествования, отчетливо напоминают яркие описания Ливием подвига Горация.
Например, точно так же, как Порсенна и этруски уничтожили Яникул на пути к Риму, армия Сарумана опустошила Вестфолд при своем приближении и намерена уничтожить силы Рохана в Хельмовой Пади. Когда Порсенна нападает на Рим, а армия Сарумана — на Хельмову Падь, ужас охватывает обороняющихся, так как проигрыш в этих битвах означают потерю Рима и Рохана соответственно. Или использование Толкиеном, точно так же как Ливием, образа надвигающейся бури для описания нападений этрусков и орков соответственно. Основное различие заключается в том, что несмотря на то, что в обоих произведениях герои храбро противостоят своим врагам, воины Толкина представляют собой собирательную силу и их усилия приложены к тому, чтобы удержать мост, в то время как римские герои Ливия намеренно разрушают мост, чтобы спасти своё государство.
Ниже сопоставление сюжетной линии у Толкиена и Ливия по Оутону.
| Номер пункта | Схема изложения сюжета Титом Ливием                                                                      | Схема изложения сюжета Толкиеном |
| ------------ | --- | --- |
| 1            | Экзистенциальная угроза для Рима                                                                         | Экзистенциальная угроза для Рохана |
| 2            | Плебеи и крестьяне входят в обороняемые части города; Описание оборонительных сооружений и гарнизона     | Люди Вестфолда входят в Хорнбург; Описание оборонительных сооружений и гарнизона |
| 3            | Описание Свайного моста                                                                                  | Описание дороги, ведущей к воротам и лестницы, ведущей к Хорнбургу |
| 4            | Гораций сплачивает обороняющиеся войска                                                                  | Арагорн и Эомер собирают вокруг себя несколько мечников, делают вылазку |
| 5            | Гораций приказывает разрушить мост                                                                       | Арагорн и Эомер оценивают состояние ворот и приказывают укрепить их (частичное совпадение действий, и это действие происходит после пункта 6 — атаки Арагорна и Эомера); Гимли и Гамлинг ремонтируют и блокируют водопропускную трубу (у Толкиена это происходит после пункта 7) |
| 6            | Стойкость Горация наводит ужас на врага                                                                  | Смелая атака Арагорна и Эомера обращает врага бегство |
| 7            | Два названых товарища присоединяются к нему, чтобы сдержать натиск врага                                 | Неожиданно к Эомеру и Арагорну присоединяется Гимли, чтобы помочь им в атаке |
| 8            | Товарищи покидают его, Гораций остается один                                                             | Когда остальные отступают в Хорнбург, Арагорн один защищает лестницу |
| 9            | Гораций насмехается над врагами, и они останавливают свое наступление                                    | Арагорн через стену насмехается над врагом |
| 10           | Враг атакует копьями и штурмует позиции римлян                                                           | Сила и королевская власть Арагорна заставляют людей дунадана остановить свою атаку (соответствует пункту 6 в изложении Ливия); |
| 11           | Когда мост падает, Гораций прыгает в реку и плывёт в безопасное место, пока враг забрасывает его копьями | Орки атакуют Арагорна «градом дротиков и стрел», когда он спрыгивает вниз со стены |
| 12           | Описание публичных и личных почестей, воздаваемых Горацию                                                | Эомер предлагает Гимли личное вознаграждение за помощь в атаке (у Толкиена это действие происходит сразу после атаки — пунктов 6-7); Предполагается, что Эомер оплачивает свой долг Гимли, после освобождения Пади                                                               |

Такое сопоставление сюжетных линий показывает, что каждый из основных элементов повествования Ливия использован Толкиеном так или иначе, и элемент «удержание узкого прхода» используется в описании битвы дважды: один раз Арагорном, Эомером и Гимли в их вылазке, второй раз Арагорном в одиночку. И ещё, как минимум, в описании обороны Гендальфом моста в Казад-Думе, когда как раз мост был разрушен.
Толкиновская адаптация описания битвы Горация у моста, несмотря на схожесть общего построения сюжета, ведёт к другим последствиям, чем подвиг Горация в опсисании Ливия: свободные люди Средиземья добиваются победы благодаря сотрудничеству, а не просто личному совершенству (как в случае с Горацием), и их действия являются актом человеческого созидания, а не разрушения. Поскольку Арагорн выживает в битве при Хельмовой Пади благодаря сотрудничеству различных народов — рохиррим, эльфов и гномов — он олицетворяет силу взаимопомощи и возрождения. Впоследствии, он использует извлечённые из этого события уроки, когда восстанавливает былую славу Гондора во время своего правления.
Из произведения «Песни Древнего Рима» Т. Б. Маколея, с которым Толкиен был знаком, скорее всего, взяты описания бегущих жителей, отсветов далёких костров во тьме, и звуки горнов. Хотя это всё стандартные элементы многих военных повествованиях в античных, библейских и средневековых традициях, их описание очень точно повторяет то, что приведено в «Песнях». Например, то, как протрубил гигантский рог Хорнбурга, призывая Теодена на последнюю атаку, соответствует аналогичным звукам в произведении Маколея: там звучат пять трубных звуков, причем первые четыре соответствуют наступлению этрусских войск, а последний трубный зов призывает римлян к атаке только после того, как Гораций успешно остановил наступление Порсенны. Точно так же армии Сарумана атакуют Хельмову Падь тоже под рев труб, а в конце осады Хельмовой Пади Теоден и его войска выступили против атакующих орков под рёв великого рог крепости.
В конечном итоге песнь «The Battle of Maldon», описывающая события битвы при Молдоне, может быть сопоставлена с мифом о Горации. И в целом, сходтво описаний обороны в Казад-Думе, Хельмовой Пади, Малдона и Свайного моста позволяет сравнить последствия этих битв. Так, несмотря на то, что у Ливия Гораций выживает, традиция изложения этого мифа в античности различна — у некоторых авторов он или гибнет, или имеется прямое указание на его последующую смерть — мораль этой истории в том, как Гораций добровольно жертвует своей жизнью, чтобы спасти государство. В то время как Арагорн и остальная часть братства кольца, хоть и скорбят о потере своего товарища подобно Горацию Ливия, выходят из событий при Хельмовой Пади целыми и невредимыми. А предполагаемая со стороны его товарищей смерть Гэндальфа и выживание Арагорна сочетают в себе различные традиции изложени истории Горация, существовавшие в древности: образцовости поведения Арагорна, жертвенности и наличия сторонних наблюдателей за подвигом — Арагорн и Боромир наблюдая за падением Гендальфа в Мории являются аналогами персонажей Ларциуса и Герминия наблюдающими за Горацием, соответственно, при обороне Хельмовой Пади Гимли говорит Эомеру и Арагорну, что он сидел рядом, «чтобы посмотреть, как играют ваши мечи», когда они начали защищать дамбу, и Леголас «выглядывает», пока Арагорн удерживает лестницу.
Когда Арагорн защищает Хельмову падь, он следует примеру стойкости и жертвенности, поданному Гендальфом в Казад-Думе, и, таким образом, завершает цикл образцового поведения, как показано это у Ливия. Однако, в отличие от Гэндальфа, Арагорн делает всё, чтобы его товарищи не чувствовали отчаяние из-за его потери. Он прилагает усилия, чтобы уйти в безопасное место, как только представится шанс, и он уходит от врага невредимым, как это сделал Гораций у Ливия — только в его изложении Гораций остается невредимым. Цикл образцовости предполагает, что наблюдающие за тем, кто выполнил свой долг наилучшим порядком, сами затем будут демонстрировать такое же поведение. То есть благодаря тому, что Арагорн замкнул петлю «образцовости», удерживая проход для спасения Рохана, это будет служить примером, который может резонировать и повторяться в последующей истории Средиземья.

## Адаптации

### Фильм Питера Джексона

Битва у Хельмовой Пади в экраницзации «Властелин колец: Две крепости» Питера Джексона

По книге «The Origins of Tolkien’s Middle-earth For Dummies» в фильме Питера Джексона 2002 года «Две крепости» крепость была изображена возведённой на склоне горы и напоминает бункер времен Первой мировой войны, что соответствует биографии Толкина — солдата той войны. Вход в Сверкающие пещеры Агларонда находится внутри самого Хорнбурга, а не на верхней части Пади, за Глубокой Стеной, как в книге. Кроме того, урук-хайи атакуют главные ворота в боевом порядке «черепаха» или построении в стиле сомкнутых щитов, а «взрывной огонь» изображен как порох. Бой снимался в основном ночью, при частом сильном естественном дожде или, при необходимости, с применением искусственного дождя в сценах крупным платном, более трех месяцев. Сама Хельмова Падь создана с использованием компьютерной графики. Некоторые детали были созданы в виде полноразмерных макетов, а в некоторых сценах использовалась физическая модель в масштабе 1 к 4, а в общих планах использовалась модель в масштабе 1 к 85. В финальной сцене битвы использовалась компьютерная графика для моделирования толпы с помощью программного обеспечения Weta «Massive», и программное обеспечение для рендеринга «Grunt», а тысячи урук-хаев были смоделированы с использованием программного обеспечения «Maya» Alias / Wavefront. Такие съемки охарактеризованы как одна из величайших батальных сцен в кино, сочетающая в себе «техническое мастерство, потрясающее зрелище и тональный баланс». В фильме 10 000 урук-хаев Сарумана (без сопровождающих их орков других рас, дунландцев или варгов) осадили крепость, которую защищали всего лишь около 300 рохиррим. Однако вскоре после прихода рохиррим в крепость, до начала осады, большая группа эльфов Лотлориэна, посланная Элрондом по просьбе Галадриэли, присоединяется к обороняющимся силам. Защитники несут тяжелые потери, но держатся до рассвета, когда прибывает Гэндальф с 2000 всадников во главе с Эомером, которые переломили ход битвы и разгромили силы Сарумана. В оригинальном сценарии фильма Элронд и Арвен пришли лично увидеть Галадриэль, и именно Арвен повела эльфов сражаться вместе с защитниками Рохана против сил Сарумана. Джексон впоследствии отменил участие Арвен в битве, изменив характер участия её персонажа с «принцессы-воина» на роль, более близкую к роли из книги, но сохранил эльфов в битве.

### Различия фильма и книги
В фильме и книге битва и предпосылки к ней представлены принципиально различно. Так, в фильме король Теоден колеблется, вовлекать ли свой народ в битву с Саруманом, и поэтому отправляет Эовин вести народ из Эдораса в Хельмову Падь для защиты, а сам подвергается не связанной с этим атакой наездников на варгах. Арагорн и Гендальф не поддерживают такую оборонительную стратегию и призывают короля встретить врага в лицо.
В книге король Теоден сам направляется к крепости Изенгарда, а Гендальф сам просит его отступить к Хельмовой Пади, пока Гендальф не соберёт рассеянных по полям роххиримов и не заручится помощью Энтов леса Фангорн. В книге Теоден не имеет никаких сомнений вступить ли в бой с врагом, и не делает этого только из-за настоятельных просьб Гендальфа, так как враг слишком силён для того, чтобы столкнуться с ним лицом к лицу.
Разнится и развязка битвы: в фильме Гендальф приводит силы Эомера для снятия осады на второе утро, в тот момент, когда Теоден возглавляет атаку по прорыву из Хронбурга (по сценарию помощник Теодена, предатель Гнилоуст, посеял между ним и Эомером вражду, изгнав последнего из Эдораса); в книге же Гендальф приводит под крепость силы роххиримов под предводительством лорда Эркенбранда (Эомер сражается подле Арагорна), и силы Энтов и Хуорнов с другой стороны, чтобы перехватить разбитое войско орков и уничтожить их.

## Отражение в реальном мире
- Оборона при Хельмовой Пади это настолько яркий образ, что он используется для обозначения длительной и отчаянной обороны позиции EPA в течение 30 лет от нападок бизнеса и политиков на законы об охране окружающей среды[37].